# Thắng Lợi, thành phố Kon Tum
Thắng Lợi là một phường thuộc thành phố Kon Tum, tỉnh Kon Tum, Việt Nam.

## Địa lý
Phường Thắng Lợi nằm ở trung tâm thành phố Kon Tum, có vị trí địa lý:
- Phía đông giáp xã Đăk Rơ Wa
- Phía tây giáp phường Quyết Thắng
- Phía nam giáp phường Thống Nhất
- Phía bắc giáp phường Trường Chinh.

Phường Thắng Lợi có diện tích 4,63 km², dân số năm 2020 là 14.803 người, mật độ dân số đạt 3.197 người/km².

## Hành chính
Phường Thắng Lợi được chia thành 7 tổ dân phố: 1, 2, 3, 4, 5, 6, 7 và 3 thôn: Kon Klor, Kon Rơ Wang, Kon Tum Kpơng.

## Lịch sử
Ngày 17 tháng 3 năm 1975, phường Thắng Lợi thuộc thị xã Kon Tum.
Ngày 18 tháng 3 năm 1975, thành lập phường Thắng Lợi thuộc thị xã Kon Tum.
Ngày 6 tháng 12 năm 1990, Ban Tổ chức Chính phủ ban hành Quyết định số 543/TCCB-CP về việc thành lập phường Thống Nhất trên cơ sở một phần diện tích và dân số của phường Thắng Lợi.
Ngày 8 tháng 1 năm 2004, Chính phủ ban hành Nghị định 13/2004/NĐ-CP về việc thành lập phường Trường Chinh trên cơ sở 244,20 ha diện tích tự nhiên và 3.690 nhân khẩu của phường Thắng Lợi.
Sau khi thành lập phường Trường Chinh, phường Thắng Lợi còn lại 515,80 ha diện tích tự nhiên và 8.689 nhân khẩu.
Ngày 10 tháng 4 năm 2009, Chính phủ ban hành Nghị định 15/NĐ-CP về việc thành lập thành phố Kon Tum thuộc tỉnh Kon Tum. Phường Thắng Lợi trực thuộc thành phố Kon Tum.